# مصنع اليافعي (لودر)

تعديل مصدري - تعديل

مصنع اليافعي هي إحدى قرى عزلة زارة بمديرية لودر التابعة لمحافظة أبين، بلغ تعداد سكانها 63 نسمة حسب تعداد اليمن لعام 2004.